# 디온 톰슨

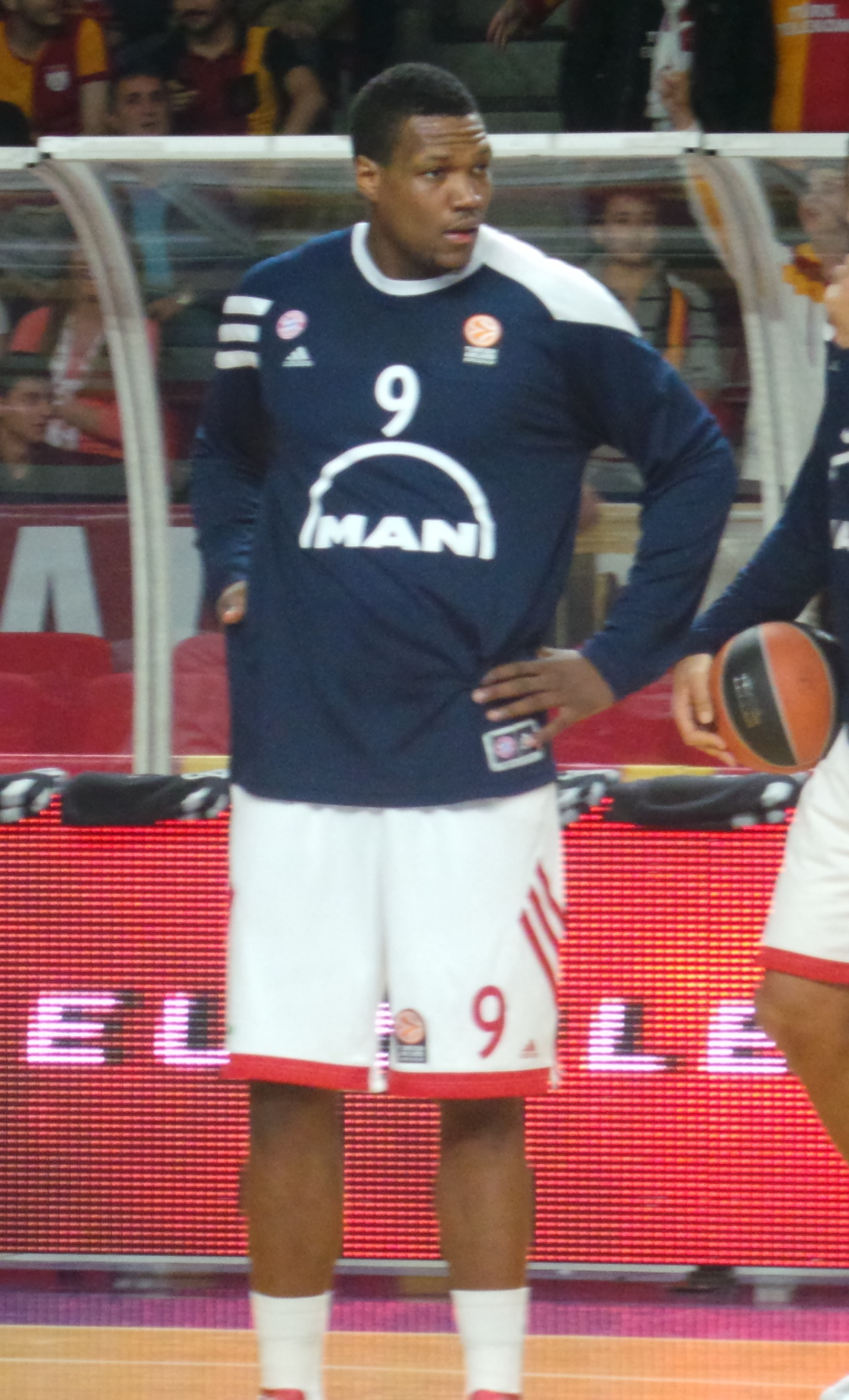

디온 톰슨(Deon Thompson, 본명: 디온 마샬 톰슨, Deon Marshall Thompson, 1988년 9월 16일 ~ )은 농구 챔피언스 리그 아시아 소속 부산 KCC 이지스의 미국계 코트디부아르 프로 농구 선수이다. 노스캐롤라이나 타 힐스에서 대학 농구를 했다. 2.04m(6피트 8+1⁄2인치) 높이의 그는 파워 포워드 포지션을 담당한다.

## 경력
- 2010-2011: 이카로스 칼리테아스
- 2011-2012: 유니온 올림피아
- 2012-2013: 알바 베를린
- 2013-2014: 바이에른 뮌헨
- 2014-2015: 랴오닝 플라잉 레퍼즈
- 2015년: 하포엘 예루살렘
- 2015-2016: 바이에른 뮌헨
- 2016: 갈라타사라이
- 2017: 츠르베나 즈베즈다
- 2017~2019: 산 파블로 부르고스
- 2019: 잘기리스
- 2019~2021: 유니카자
- 2021: 레오네스 데 폰세
- 2021-2022: 카사데몬트 사라고사
- 2022-2023: 토파스
- 2023~2024년: 신슈 브레이브 워리어스
- 2024: 인디오스 데 마야궤스
- 2024~현재 : 부산 KCC 이지스